# Meinhard al II-lea, Conte de Gorizia
Meinhard al II-lea, supranumit cel Bătrân (n.c. 1160 – d. 1231), membru al Casei de Gorizia, a fost conte de Gorizia din 1220 până la moarte. De asemenea, el a fost advocatus (în germană Vogt) al Patriarhiei de Aquileia.

## Biografie
Meinhard al II-lea a fost fiul mai mic al contelui Engelbert al II-lea de Gorizia și al soției sale Adelaida de (Dachau-) Valley, o fiică a contelui Otto I de Scheyern-Dachau-Valley, strămoș al Casei de Wittelsbach. (Conții de Valley au fost o ramură a familiei conților de Scheyern-Wittelsbach.)
Meinhard este menționat pentru prima dată ca advocatus al Aquileiei când tatăl său era încă în viață. În ianuarie 1194 a luat parte la Dieta imperială de la Regensburg unde Henric al VI-lea a confirmat tratatele încheiate între patriarhii de Aquileia și conții de Gorizia privind drepturile acordate celui ce îndeplinea funcția de advocatus.
Se știe că Meinhard a luat parte la Cruciada germană din 1197 inițiată de împăratul Henric al VI-lea (de Hohenstaufen). Fiind cel mai apropiat însoțitor al ducelui Austriei Frederic I de Babenberg, pe 16 aprilie 1198 la Acra Meinhard a fost martorul morții acestuia.
Meinhard al II-lea a devenit cunoscut ca urmare a încercării de a-l captura pe regele englez Richard Inimă de Leu, lângă Aquileia când acesta se întorcea din cruciadă. Regele Richard a reușit să fugă în Austria fiind prins acolo de ducele Leopold al V-lea.
În disputa pentru tron dintre regele Filip al Suabiei și Otto al IV-lea de Brunswick, Meinhard s-a aflat, împreună cu viitorul său cumnat, contele Albert al III-lea al Tirolului, de partea regelui Filip. După ce acesta a fost asasinat în 1208, Meinhard a trecut în tabăra lui Otto al IV-lea cu care s-a întâlnit în ianuarie 1209. În timpul incursiunii în Italia pentru a participa la încoronarea lui Otto ca împărat, Meinhard s-a aflat la Verona împreună cu episcopul Wolfger, care exercita funcția de legat imperial în Italia. În noiembrie-decembrie 1209 s-a îndreptat spre nord împreună cu împăratul și în primăvară s-a întâlnit din nou cu patriarhul Wolfger. În mai 1209 a fost martor la reînvestirea patriarhului Carniolei și Istriei și, la scurt timp după aceea, comitatul Gorizia a obținut concesiunea de a avea piață săptămânală. Pentru a sărbători acest eveniment, Meinhard i-a eliberat pe locuitorii orașului Gorizia pentru următorii șapte ani de obligația de a presta servicii, cu excepția construcției de poduri.
Documentele indică dispute frecvente între patriarhia de Aquileia și Meinhard al II-lea datorită înstrăinării proprietăților bisericii și a viziunilor diferite asupra drepturilor de care se bucura Meinhard ca advocatus al patriarhiei. În 1215/1216 aceste dispute au escaladat într-o asemenea măsură încât contele Meinhard al II-lea a fost temporar excomunicat din biserică. În 1220, după moartea fratelui său contele Engelbert al III-lea de Gorizia, Meinhard a cârmuit singur. În documente el apare adesea alături de nepotul său Meinhard al III-lea, fiul lui Engelbert al III-lea de Gorizia (devenit mai târziu ca Meinhard I conte de Gorizia-Tirol prin preluarea comitatului Tirol).
Contele Meinhard al II-lea apare pentru ultima dată într-un document din 14 iulie 1231 ca advocatus în Aquileia. El a murit în 1231, probabil pe 9 august conform registrului necrologic al Mănăstirii Rosazzo. Urmașul său a fost contele Meinhard al III-lea de Gorizia. 

## Căsătorie și descendenți
Căsătoriile lui Meinhard al II-lea nu au putut fi stabilite cu exactitate, însă s-a afirmat că el a fost căsătorit cu:
- Cunigunda, o fiică a contelui Conrad I de Peilstein, membru al dinastiei Siegharding, din 1183;
- Adelaida, o fiică a contelui Henric I de Tirol și soră a contelui Albert al III-lea de Tirol în 1211.[2]

Este posibil să fi existat și alte căsătorii. Sursele existente nu dau informații despre copiii născuți din aceste căsătorii. 